# 1993-as UNCAF-nemzetek kupája (keretek)
Ebben a listában találhatóak az 1993-as UNCAF-nemzetek kupája keretei. A lista nem teljes!

## Costa Rica
Szövetségi kapitány: Juan José Gámez
| Szám | Poszt | Név                  | Születési dátum (Kor) | Vál. | Klub |
| ---- | ----- | -------------------- | --------------------- | ---- | ---- |
|      | K     | Erick Lonnis         |                       |      |      |
|      | K     | Paul Mayorga         |                       |      |      |
|      | V     | Alexánder Gómez      |                       |      |      |
|      | V     | Rónald González      |                       |      |      |
|      | V     | Edwin Barquero       |                       |      |      |
|      | V     | Maximilian Peynado   |                       |      |      |
|      | V     | Reynaldo Parks       |                       |      |      |
|      | V     | Germán Rodríguez     |                       |      |      |
|      | KP    | Floyd Guthrie        |                       |      |      |
|      | KP    | Rándall Row          |                       |      |      |
|      | KP    | Kénneth Paniagua     |                       |      |      |
|      | KP    | Juan Carlos Arguedas |                       |      |      |
|      | KP    | Hárold López         |                       |      |      |
|      | KP    | Rolando Velásquez    |                       |      |      |
|      | CS    | Rolando Fonseca      |                       |      |      |
|      | CS    | Rónald Gómez         |                       |      |      |
|      | CS    | Javier Astúa         |                       |      |      |
|      | CS    | Michael Myers        | 1968. április 1.      |      |      |

## Salvador
Szövetségi kapitány: 

## Honduras
Szövetségi kapitány: 

## Panama
Szövetségi kapitány: 